# 梭果爵床属
梭果爵床属（学名：Championella）是爵床科下的一个属，为多年生草本或亚灌木植物。该属共有约6种，分布于中国和日本。